# Hundling
Hundling là một xã trong vùng Grand Est, thuộc tỉnh Moselle, quận Sarreguemines, tổng Sarreguemines-Campagne. Tọa độ địa lý của xã là 49° 06' vĩ độ bắc, 06° 58' kinh độ đông. Hundling nằm trên độ cao trung bình là 235 mét trên mực nước biển, có điểm thấp nhất là 209 mét và điểm cao nhất là 321 mét. Xã có diện tích 6,63 km², dân số vào thời điểm 1999 là 1373 người; mật độ dân số là 207 người/km².

## Thông tin nhân khẩu
| 1962  | 1968  | 1975  | 1982  | 1990  | 1999  |
| ----- | ----- | ----- | ----- | ----- | ----- |
| 1.117 | 1.172 | 1.133 | 1.234 | 1.322 | 1.373 |